# Laura del Sol
Laura del Sol (* 27. November 1961 in Barcelona; gebürtig Laura Escofet Arce) ist eine spanische Schauspielerin und Flamencotänzerin.

## Leben
Sie wuchs seit ihrem ersten Lebensjahr in Bilbao auf und verbrachte ihre Schulzeit in einem Karmeliterkloster. Durch Pablo Escofet und Maria Soledad Arce erhielt sie eine Ballettausbildung und gehörte ab 15 Jahren zur Balletttruppe ihrer Eltern.
In Madrid wurde sie bei einem Casting von Produzent Emiliano Piedra unter zahlreichen Bewerberinnen für die Titelrolle in seinem Flamenco- und Tanzfilm Carmen ausgewählt. Durch ihre tänzerische und schauspielerische Leistung sowie erotische Ausstrahlung trug sie erheblich zum allgemein anerkannten Erfolg dieser Produktion unter der Regie von Carlos Saura bei. Auch in Sauras Liebeszauber (1986) hatte sie als „Lucia“ eine tragende Rolle.
Danach spielte del Sol jahrelang Hauptrollen im internationalen Film. Seit der Jahrtausendwende trat sie vor allem in Fernsehproduktionen auf.

## Filmografie (Auswahl)
- 1983: Carmen (Carmen)
- 1984: Die Profikiller (The Hit)
- 1984: Zeit der Illusion (Los zancos)
- 1985: Die zwei Leben des Mattia Pascal (Le due vite di Mattia Pascal)
- 1986: Liebeszauber (El amor brujo)
- 1987: Die Saat des Hasses (Visperas, Serie)
- 1989: Zur Rache verdammt (Disamistade)
- 1990: Amelia Lopes O’Neill (Amelia López O'Neil)
- 1991: Der verblüffte König (El rey pasmado)
- 1994: Geschwister (Três Irmão)
- 1994: The Crew – Fahrt ins Ungewisse (The Crew)
- 1995: À propos de Nice – Wie es weiterging (À propos de Nice, la suite)
- 1996: Pax Montana – Strahlen des Wahns (Laura)
- 2002–04: Le camarguais (Serie)
- 2007: L’hôpital (Serie)